# Museo de la Corte de Oro
El museo de La Cour d'Or o museo de la Corte de Oro es un museo de arte e historia situado en el centro de Metz, en Lorena. Fundado en 1839, la colección del museo pasó a llamarse Museo de La Cour d'Or en 1988, en referencia al palacio de los reyes de Austrasia, cuyo establecimiento ocupa el supuesto lugar histórico. El museo está actualmente gestionado por el área metropolitana de Metz Métropole. La institución reúne en el mismo conjunto un museo arqueológico con ricas colecciones de arte galo-romano y medieval, un museo de arquitectura medieval y renacentista y un museo de bellas artes.

## Contexto histórico

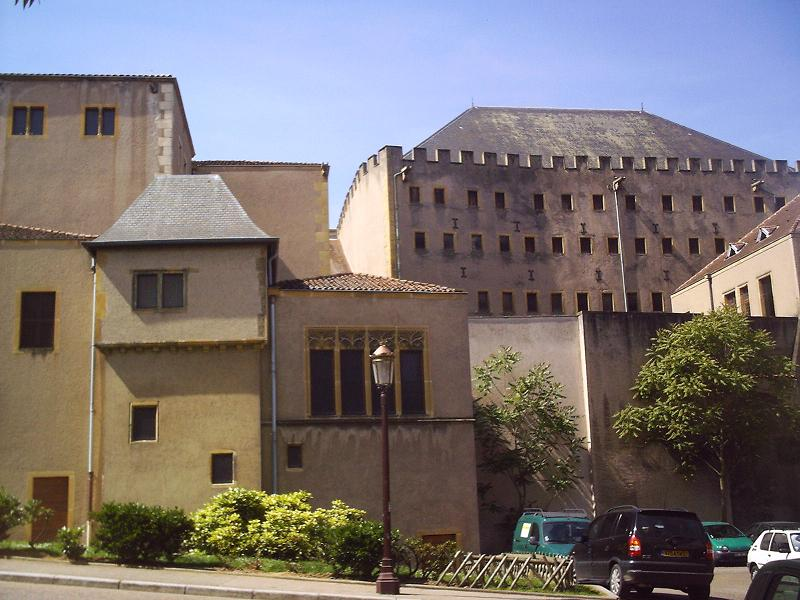
Edificios en la parte posterior del museo, incluyendo el ático de Chèvremont.

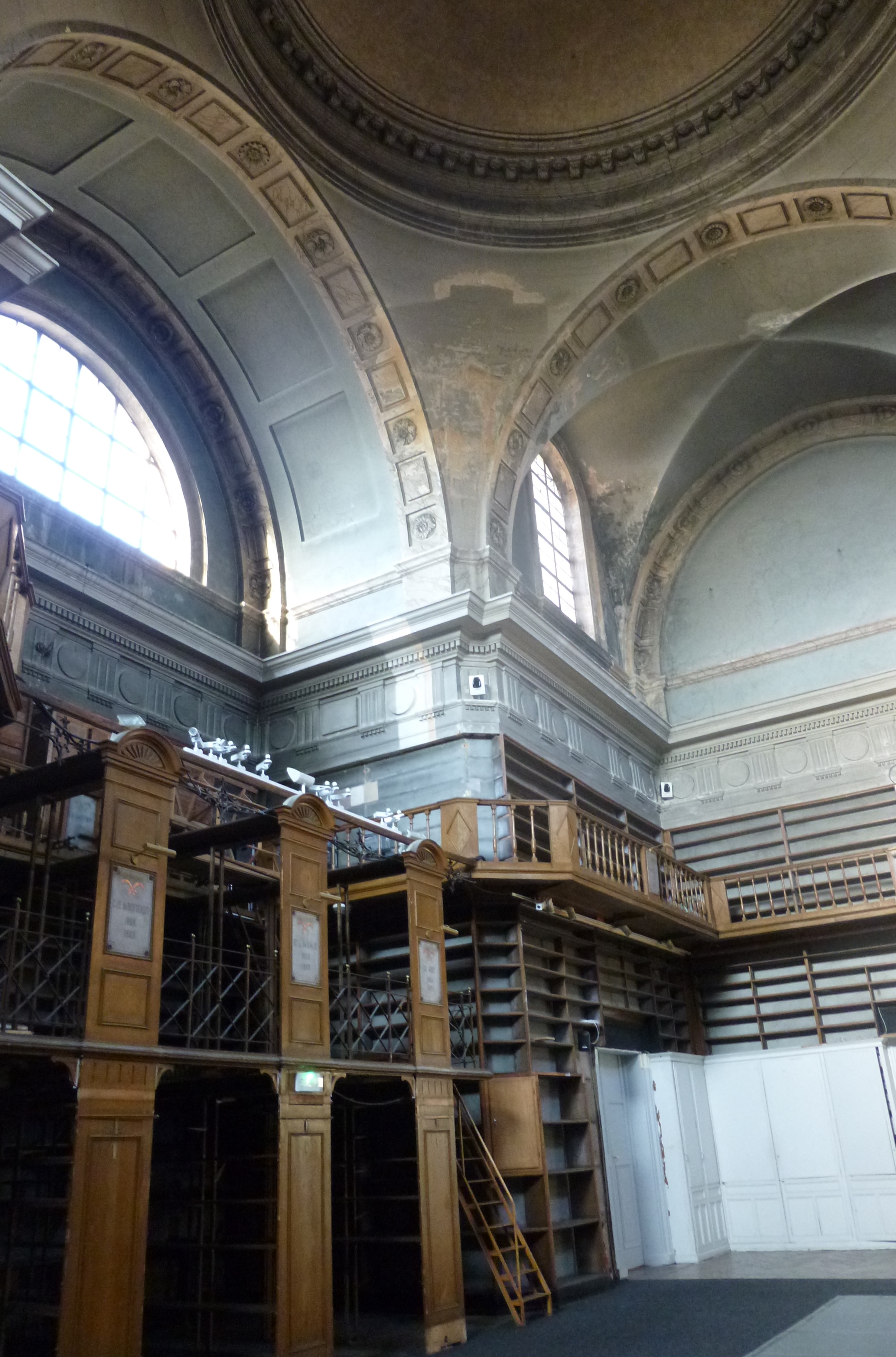
Chapelle des Carmes: antiguos estantes de la biblioteca.

Haciéndose eco del entusiasmo por la ciencia y las artes en Francia y la renovación de la ciudad de Metz, iniciada por el Mariscal de Belle-Isle , la creación de un museo fue planeada en 1785 por la Sociedad de Ciencias y Artes de Metz. Este proyecto, sin embargo, fue abandonado, el gobernador de los Trois-Evêchés, deseando controlar el desarrollo de la academia real, y reforzar el papel militar de la ciudad. Olvidado por la ley Chaptal del 1 de mayo de 1802 (14 Fructidor año IX), Metz no recibió obras mayores bajo custodia bajo el Imperio. Este retraso relativo pesará más tarde en el museo, que será lamentado amargamente por los notables de los Muns nota 1.

## Historia del museo
El museo se fundó en marzo de 1839 y ocupa un espacio de 200 metros cuadrados en un edificio unido a la biblioteca municipal de la ciudad. Alberga una colección de pinturas, principalmente del municipio. En 1840, bajo la égida de Auguste Hussenot, su primer curador, el museo adquirió retratos de la escuela holandesa y aceptó la colección del profesor Jean - Augustin Naud.

## Galería de imágenes

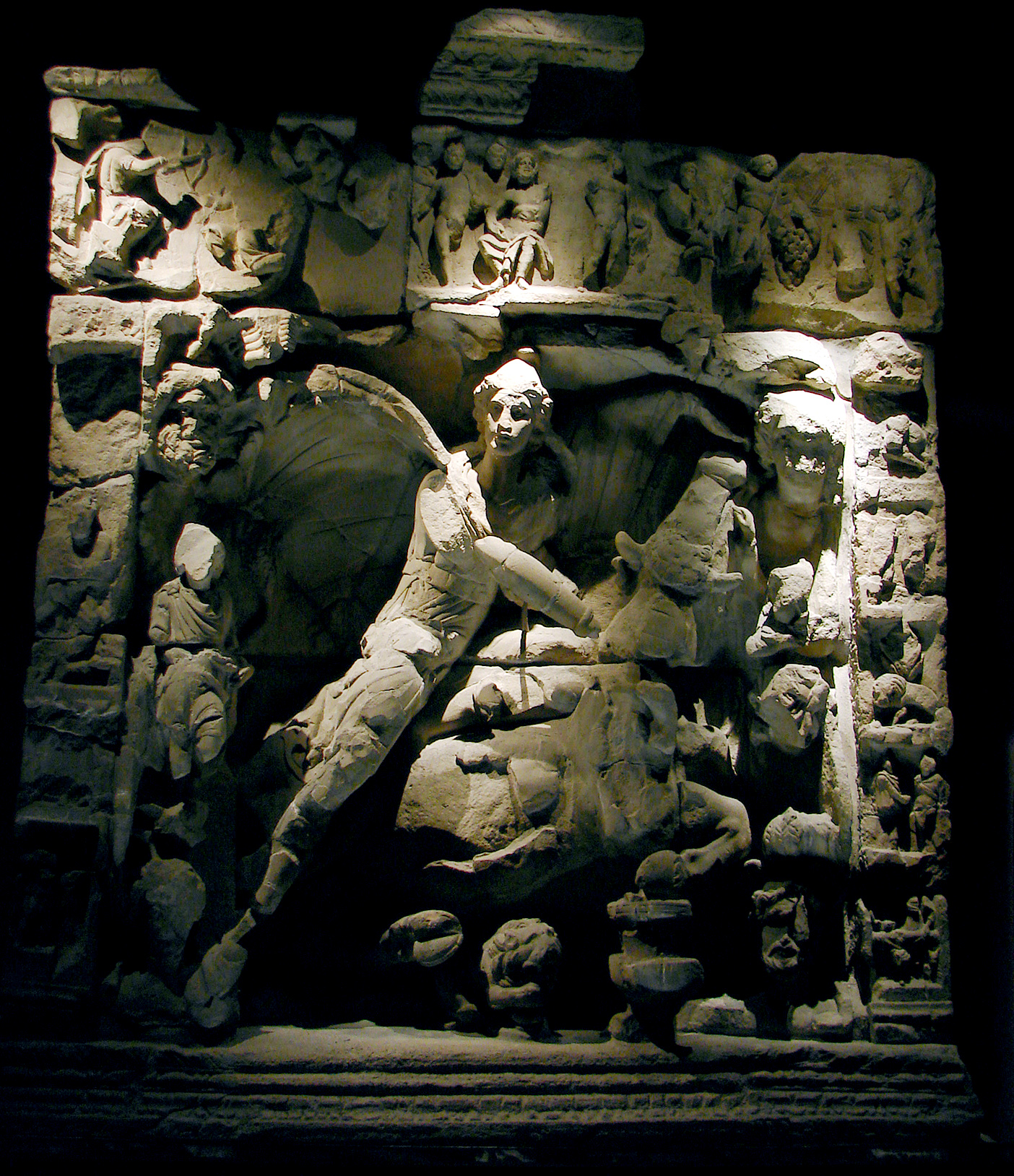
Altar del dios Mithra.
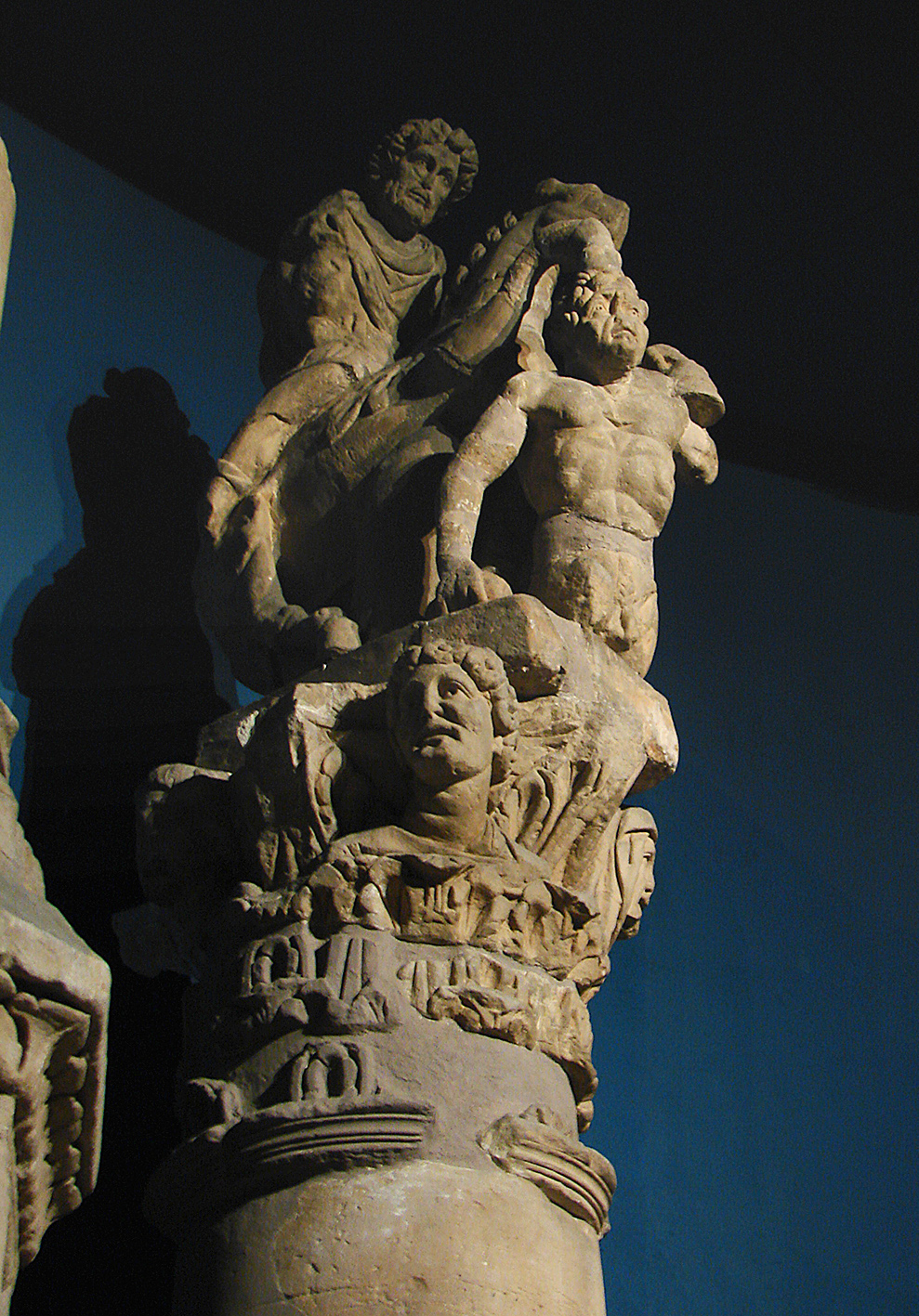
Columna de Merten
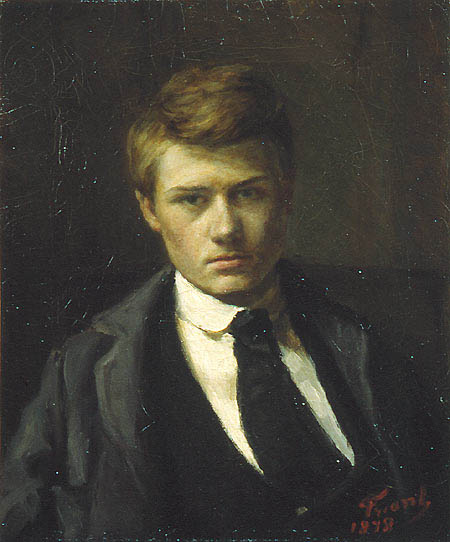
Emile Friant autorretrato
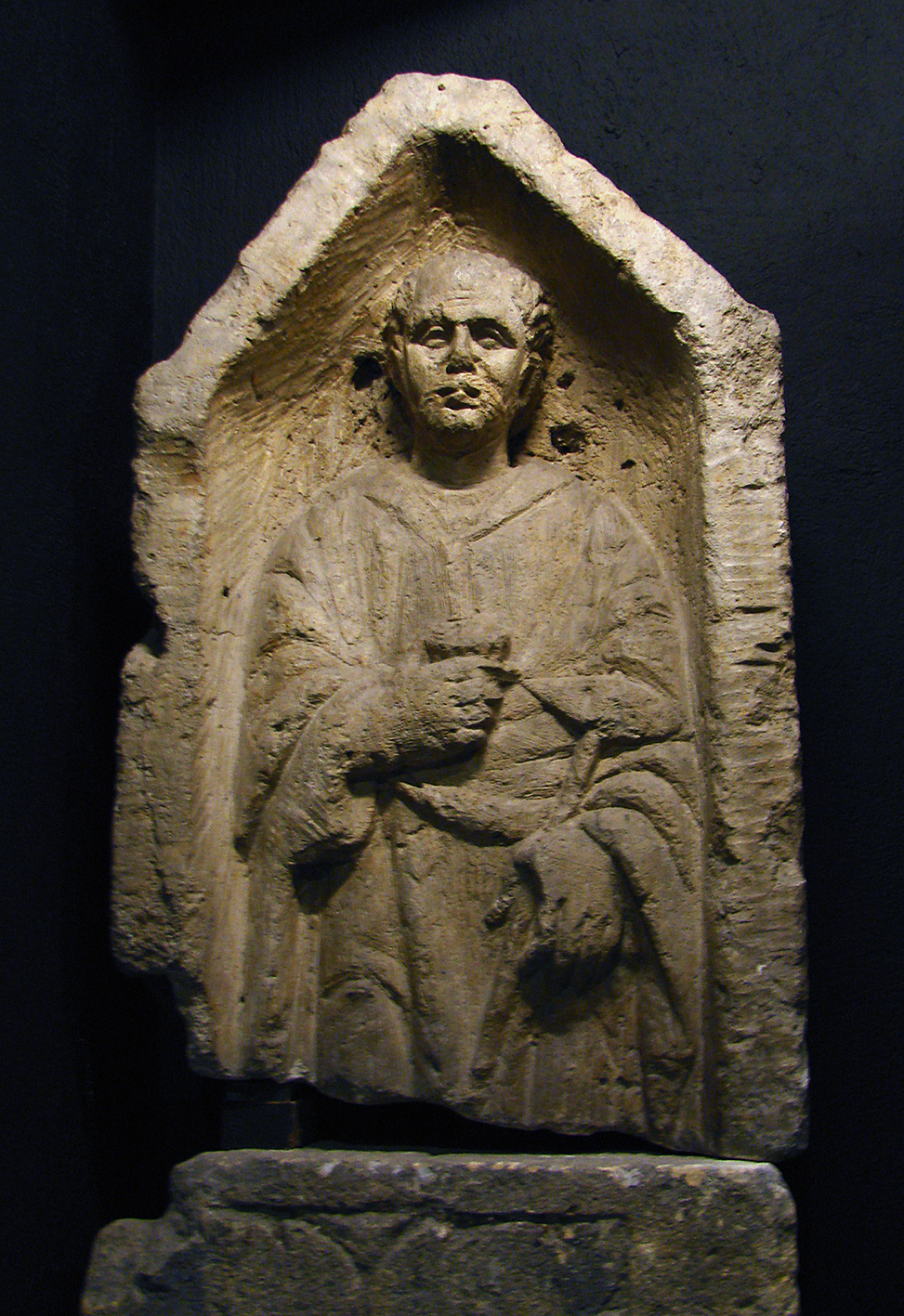
Cultura galo-romana estela de un masón
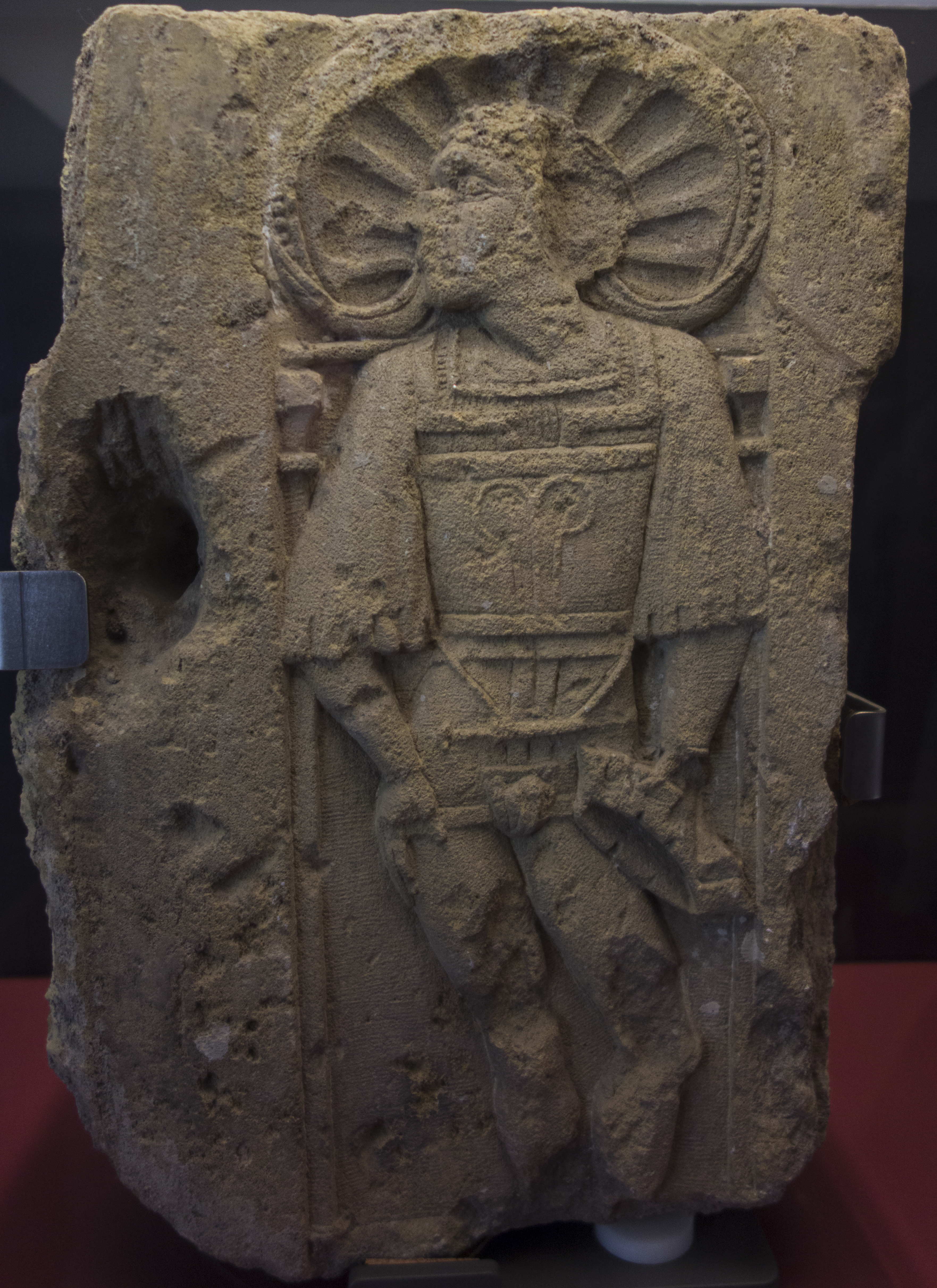
Hombre con una Arpa de boca

- Datos: Q3329898
- Multimedia: Musée de la Cour d'Or / Q3329898